# Вторая Киевская гимназия
Вторая киевская гимназия — образовательное учреждение, открытое в Киеве в 1836 году.

## История
Торжественное открытие 2-й гимназии, получившей статус губернской, состоялось 8 (20) января 1836 года. В ней, в отличие от Первой гимназии, в которой учились преимущественно дети дворян, учились дети различных сословий.
Часть учащихся младших классов была переведена из Первой гимназии и уже к 1 февраля 1836 года в гимназии числилось 246 учеников, а в конце года число учащихся составило 354, из них 308 были переведены из Первой гимназии.

## Директора
- 1839—1848 Богородский, Савва Осипович
- 1850—1854 Ригельман, Николай Аркадьевич
- ? Стеблин-Каминский, Егор Павлович
- ?—1861 Гренков, Николай Михайлович[1]
- 1861—1864 Вилуев, Василий Васильевич
- 1864—1872 Слепушкин, Иван Иванович
- 07.10.1872—1878 Кустов, Николай Панкратьевич
- 07.10.1878—1889 Пясецкий, Онисим Иванович
- 01.03.1889 — 22.04.1903 Попов, Алексей Алексеевич
- 22.04.1903 — после 1915 Самойлович, Иван Яковлевич[2]
- Трахимовский

## Известные педагоги
См.: Преподаватели Второй Киевской гимназии

## Известные ученики
См.: Выпускники Киевской 2-й гимназии

## Здания гимназии

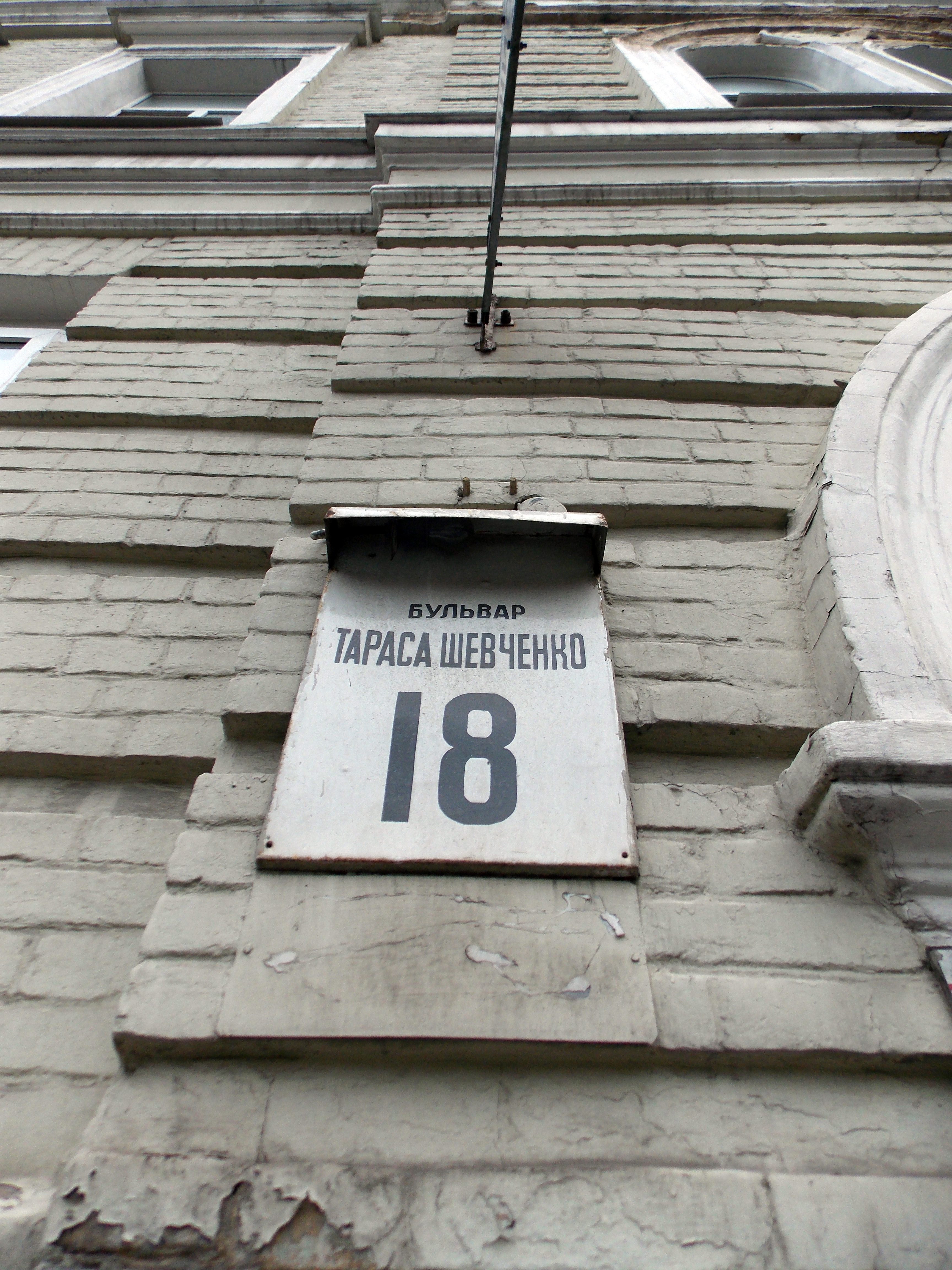

В течение первых двадцати лет гимназия несколько раз меняла адреса. Сначала был нанят двухэтажный дом напротив современного Мариинского парка, принадлежавший генерал-лейтенанту В. В. Гербелю. Затем разное время гимназия находилась на улице Сковороды, 1; на Лютеранской улице в двухэтажном кирпичном доме Г. И. Киселевского; в доме М. П. Дегтерёва и в доме Козлова на углу Бибиковского бульвара (б. Тараса Шевченко) и улицы Владимирской и др. местах.
Только в 1856 году, по проекту архитектора П. И. Шлейфера на Бибиковском бульваре (ныне бульвар Тараса Шевченко, 18) для гимназии было построено двухэтажное здание в стиле позднего классицизма.